# ایمی ناتال
اِیمی اَبیگیل ناتال (انگلیسی: Amy Abigail Nuttall؛ ۷ ژوئن ۱۹۸۲) بازیگر و خواننده اهل بریتانیا بود.
او از دانشگاه بولتون در انگلستان، مدرک افتخاری دکترا دارد.

## گزیدهٔ آثار

### تئاتر
- شبح اپرا (۱۹۹۹)

### تلویزیون
- تفنگدارها (۲۰۱۴)
- دانتون ابی (۲۰۱۲–۲۰۱۱ و ۲۰۱۵)